# Serafino Silva
Serafino Silva (nascido em 30 de outubro de 1953) é um ex-ciclista de estrada venezuelano.
Silva competiu representando a Venezuela nos Jogos Olímpicos de 1976 em Montreal, onde terminou em 21º lugar no contrarrelógio por equipes (100 km).